# Didymosphaeria arachidicola
Didymosphaeria arachidicola är en lavart som först beskrevs av Khokhr., och fick sitt nu gällande namn av Alcorn, Punith. & MacCarthy 1976. Didymosphaeria arachidicola ingår i släktet Didymosphaeria och familjen Didymosphaeriaceae.   Inga underarter finns listade i Catalogue of Life.